# 民族革新
民族革新（西班牙語：Renovación Nacional，缩写为RN）是智利的一个中間偏右至右翼的自由保守主義政黨。該黨主席為卡洛斯·拉臘因，其他主要的領導人為最近代表該黨的總統候選人塞巴斯蒂安·皮涅拉與安德里斯·阿拉芒。

## 歷史
1987年，由支持軍政府的政治力量建立。塞巴斯蒂安·皮涅拉曾于2005年及2009年參選總統，2009年在第二輪投票成功當選，結束中左翼20年的執政。

## 歷任主席
民族革新黨歷史上總共有八位主席：
- 里卡多·里瓦德內拉（Ricardo Rivadeneira，1987年）
- 塞爾吉奧·約帕（Sergio Jarpa，1987年─1990年）
- 安德里斯·阿拉芒（Andrés Allamand，1990年─1999年）
- 阿爾韋託·埃斯皮納（Alberto Espina，1999年）
- 阿爾韋託·卡德米爾（Alberto Cardemil，1999年─2001年）
- 塞巴斯蒂安·皮涅拉（2001年─2004年）
- 塞爾希奧·迭斯（Sergio Diez，2004年─2006年）
- 卡洛斯·拉臘因（Carlos Larraín，2006年─）

## 外部連結
- （西班牙文）智利民族革新黨官方網站 （页面存档备份，存于）